# Truncopes orientalis
Truncopes orientalis är en kvalsterart som beskrevs av Sandór Mahunka 1987. Truncopes orientalis ingår i släktet Truncopes och familjen Oripodidae. Inga underarter finns listade i Catalogue of Life.